# Oxypterna scapularis
Oxypterna scapularis is een rechtvleugelig insect uit de familie veldsprinkhanen (Acrididae). De wetenschappelijke naam van deze soort is voor het eerst geldig gepubliceerd in 1971 door Moeed.